# Heidi Repser
Heidi Repser (ur. 8 kwietnia 1960) – reprezentująca RFN niemiecka lekkoatletka, która specjalizowała się w rzucie oszczepem.
W 1977 roku została mistrzynią Europy juniorek.  
Rekord życiowy: 61,96 (20 sierpnia 1977, Donieck).  

## Osiągnięcia
| Rok  | Impreza                     | Miejsce | Pozycja    | Wynik |
| ---- | --------------------------- | ------- | ---------- | ----- |
| 1975 | Mistrzostwa Europy juniorów | Ateny   | 8. miejsce | 50,42 |
| 1977 | Mistrzostwa Europy juniorów | Donieck | 1. miejsce | 61,96 |